# Matinée (pel·lícula de 1977)
Matineé és un llargmetratge mexicà, escrita i dirigida per Jaime Humberto Hermosillo, protagonitzada per Héctor Bonilla i Manuel Ojeda. Va ser nominada a dos premis Ariel, Premi Ariel al millor actor i Premi Ariel a la Millor Fotografia. També és coneguda com a Asalto en la Basílica Va començar a filmar-se l'11 d'octubre de 1976 a Aguascalientes,

## Argument
A Aguascalientes, Jorge i Aaron se'n van de pinta a la funció de cinema de Matinée. Jorge viatjarà a la Ciutat de Mèxic amb el seu pare i Aarón l'acompanya, sense el permís de la seva mare amagat en el camió. La situació es torna complexa durant el viatge en ser assaltats per dos delinqüents i als seus 11 anys es tornen còmplices. Els dos assaltants, Aquiles i Francisco, que mantenen una relació homosexual i els nens cometen diversos atracaments, i planegen assaltar la Basílica de Guadalupe.

## Repartiment
- Hector Bonilla Aquiles
- Manuel Ojeda Francisco
- Armando Martín Martinez Jorge
- Niño Rodolfo Chavez Martinez Aaron
- Narcisco Busquets Don Pablo González
- Farnesio de Bernal Adolfo
- César Bono Virgilio
- Magnolia Rivas Ana Rosa
- Emma Roldán Dueña Muebles
- Marilú Elizaga Doña Herlinda
- Ernesto Bañuelos Rolando
- Evangelina Martinez Doña Carmen
- Niña Gaby Sosa Carmelita
- Marco Antonio del Prado Agente 1
- Fernando Pinkus Chofer del camión
- Jose Luis Avendaño Rosendo
- María Guadalupe Delgado Vecina 1

## Producció
Les casa productores van ser: Conacite Un, S.A de C.V i Dasa Films, els seus locaciones es van concentrar a la Ciutat d'Aguascalientes, Vall de Bravo, Nou Bosc de Chapultepec i la Basílica de Guadalupe. És una pel·lícula a color en format 35 mm.
Aquest film ocupa el lloc número 71 dins de la llista de les 100 millors pel·lícules del cinema mexicà, segons l'opinió de vint-i-cinc crítics i especialistes del cinema mexicà, publicada per la revista Somos al juliol de 1994.

## Projecció
Es va estrenar el 8 de setembre de 1977 als cinemes Galàxia, Olímpia, Tlalpan, Cinemundo, Atoyac, Tepeyac i Tlalnepantla. Durada: 90 minuts. Autorització B.

## Crítica
Després de dirigir i escriure La pasión según Berenice, es va pensar que Matineé era una obra menor. No obstant això, Leonardo García Tsao va assenyalar que el llargmetratge va aconseguir l'impossible: "Una pel·lícula que combina els gèneres característics d'aventures i el thriller però que transcendeix el pastitx.".
Emilio García Riera la descriu com una cinta fresca i natural que tracta sobre el gust per l'aventura i la relació homosexual. "És possible que el pas del temps dissimuli l'aparença d'imperfecció en Matineé, aparença més deguda al seu esperit anàrquic i acabi per fer-la una de les obres més importants del director"
El periòdic Esto la va descriure com "Una espurnejant tragicomèdia on els nens juguen a ser adults i els adults juguen a ser nens". Encara que no totes les crítiques la descriuen com a innovadora. Per exemple, Miguel Barbachano Ponx la va criticar com una massa informe i mal cuinada, recentment extreia dels forns d'una fleca. No és un xurro, ni un pastís, no presenta la gràcia involuntària de la banya. I Tomás Pérez Turrent, la defineix com un film just sobre la infància.